# Mugil·là (cognom)
Mugil·là (en llatí Mugillanus) va ser un cognomen que va portar una de les branques patrícies de la gens Papíria. L'origen del nom era la ciutat llatina de Mugilla.
Alguns membres destacats d'aquesta família van ser:
- Luci Papiri Mugil·là, cònsol els anys 444 aC i 427 aC.
- Luci Papiri Mugil·là, tribú amb potestat consular el 422 aC.
- Marc Papiri Mugil·là, tribú amb potestat consular el 418 aC i el 416 aC, i cònsol el 411 aC.
- Luci Papiri Mugil·là, cònsol el 326 aC.